# Habib Mohamed
Habib Mohamed (Tamale, 10 dicembre 1983) è un ex calciatore ghanese, di ruolo difensore.

## Carriera

### Club
Ha cominciato la sua carriera nel 2006 giocando per i King Faisal Babes a Kumasi. Passò quindi al Molde.
Il 6 gennaio 2007, i club rumeni del Dinamo Bucurest e Rapid Bucurest erano apparentemente interessati al giocatore, i cui diritti appartenevano al club ghanese King Faisal.
Ma il 25 giugno 2007 la BBC e i media turchi annunciarono che il ventitreenne difensore era stato ceduto al club turco dell'Ankaragücü, firmando un contratto di due anni. Rimase solo 6 mesi in Turchia prima di essere ceduto in prestito all'Asante Kotoko. Il 4 gennaio 2008 passò all'All Stars F.C. a titolo definitivo, quindi passò in maggio al Great Olympics e cinque mesi più tardi all'Ashanti Gold SC.

### Nazionale
Era considerato un membro fisso della Nazionale ghanese, che lo ha convocato ai Mondiali 2006, ma dopo la fine del torneo, in cui ha giocato da titolare due partite, non ha trovato più spazio.

## Palmarès
- Miglior difensore del Ghana: 2004